# اسمیت‌تاون (حوزه سرشماری)، نیویورک
اسمیت‌تاون (به انگلیسی: Smithtown) یک منطقهٔ مسکونی در ایالات متحده آمریکا است که در شهرستان سافک، نیویورک واقع شده‌است. اسمیت‌تاون ۳۱٫۴ کیلومتر مربع مساحت و ۲۶٬۴۷۰ نفر جمعیت دارد و ۱۸ متر بالاتر از سطح دریا واقع شده‌است.